# Bibi Breger
Bibi Breger, född Rösell den 31 mars 1927 i Fagersta, död 26 juni 2014, var en svensk konstnär, textilkonstnär och dekorritare. Hon var gift med Carl-Arne Breger sedan 1940-talet.
Breger studerade vid textillinjen på Konstfack i Stockholm och i Frankrike. De första åren efter skolan samarbetade hon med sin man med inredningsuppdrag och textildesign, mässhakar bland annat för Svenskt Tenn. Efter att hennes man fick uppdrag från Gustavsbergs porslinsfabrik föreslog han att hans fru var mer lämpad för arbetsuppgiften varvid hon anställdes som dekorritare 1953–1957. För Gustavsberg skapade hon bland annat mönsterdekorerna Lotus, Metro, Oktav, Servett, Servus och Trikolor. Efter sin tid vid Gustavsberg arbetade hon tillsammans med sin make vid Breger Design AB. Bland hennes arbeten märks sandblästrade fönster samt en ridå till samlingslokalen Såpkullen i Norrköping 1952 samt handtryckta textilier för offentlig miljö.